# 辐裂翠雀花
辐裂翠雀花（学名：Delphinium beesianum var. radiatifolium）为毛茛科翠雀属下的一个变种。

## 扩展阅读
- 維基物種上的相關：辐裂翠雀花